# Andrzej Siemieniewski

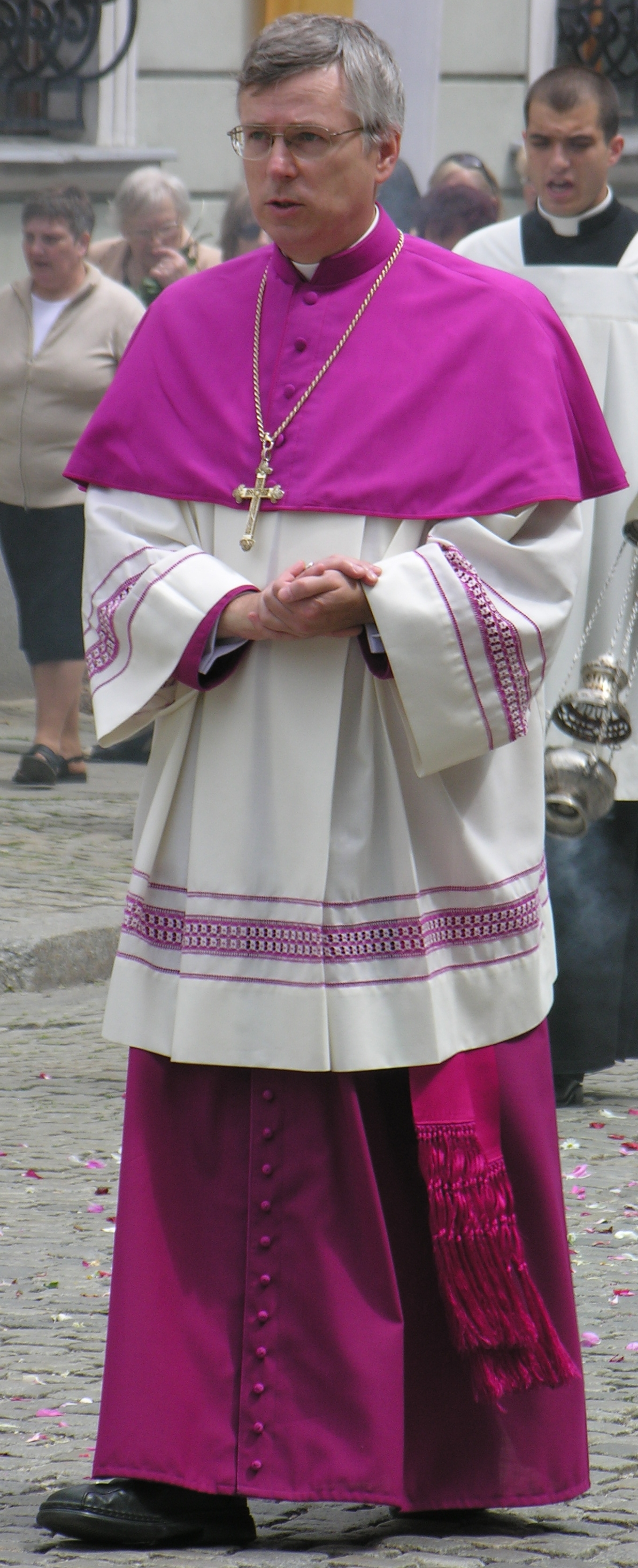
Andrzej Siemieniewski

Bischofswappen von Andrzej Siemieniewski als Weihbischof in Breslau

Andrzej Siemieniewski (* 8. August 1957 in Wrocław (deutsch Breslau)) ist ein polnischer Geistlicher und römisch-katholischer Bischof von Legnica.

## Leben
Nach dem Abitur trat Andrzej Siemieniewski in das Erzbischöfliche Priesterseminar in Breslau ein, an dem er Philosophie und Katholische Theologie studierte. Am 1. Juni 1985 empfing er durch den Erzbischof von Breslau, Henryk Roman Kardinal Gulbinowicz, das Sakrament der Priesterweihe.
Andrzej Siemieniewski war von 1985 bis 1987 als Pfarrvikar der Pfarrei Hl. Stanislaus in Świdnica tätig. Nach weiterführenden Studien an der Päpstlichen Theologischen Fakultät in Breslau und an der Päpstlichen Universität Heiliger Thomas von Aquin in Rom wurde er zum Doktor der Theologie im Fach Spirituelle Theologie promoviert. Von 1991 bis 1998 war Siemieniewski Spiritual am Erzbischöflichen Priesterseminar in Breslau. 1997 wurde er Direktor der Abteilung für Spirituelle Theologie an der Päpstlichen Theologischen Fakultät in Breslau und 1998 wurde er habilitiert. Anschließend wurde Siemieniewski Professor an der Päpstlichen Theologischen Fakultät der Universität Breslau. Von 1998 bis 2001 war er zudem Vizerektor der Fakultät. Ab 2004 war Siemieniewski zudem Bischofsvikar für die Priesterfortbildung im Erzbistum Breslau.
Am 5. Januar 2006 ernannte ihn Papst Benedikt XVI. zum Weihbischof in Breslau und zum Titularbischof von Theuzi. Die Bischofsweihe spendete ihm der Erzbischof von Breslau, Marian Gołębiewski, am 11. Februar 2006 in der Kathedrale St. Johannes der Täufer (Breslauer Dom); Mitkonsekratoren waren der emeritierte Erzbischof von Breslau, Henryk Roman Kardinal Gulbinowicz, und der Bischof von Świdnica, Ignacy Dec. Sein Wahlspruch lautete: Deus caritas est („Gott ist die Liebe“). Als Weihbischof war Siemieniewski zudem Generalvikar des Erzbistums Breslau und Delegierter für den Bundesverband der KEP kirchlichen Bibliotheken „Fides“. 2012 wurde er Dompropst des Breslauer Domkapitels.
Am 28. Juni 2021 ernannte ihn Papst Franziskus zum Bischof von Legnica. Die Amtseinführung erfolgte am 20. September desselben Jahres.
In der Polnischen Bischofskonferenz (KEP) ist Andrzej Siemieniewski Mitglied der Kommission für die Glaubenslehre und Delegierter für die charismatischen Bewegungen sowie Mitglied der Gruppe für den Kontakt mit dem Polnischen Ökumenischen Rat.